# Disney Channel Talents
 (juillet 2022).
Si vous disposez d'ouvrages ou d'articles de référence ou si vous connaissez des sites web de qualité traitant du thème abordé ici, merci de compléter l'article en donnant les références utiles à sa vérifiabilité et en les liant à la section « Notes et références ».
Disney Channel Talents est une émission de télévision française de télé-crochet pour enfants présentée par Willy Liechty et diffusée sur Disney Channel France depuis 2006.

## Concept
Les enfants âges de 10 à 16 ans participent à des castings organisés dans les villes de France. Ils passent devant un coach vocal et un chorégraphe choisis par la production.
Depuis 2010, les candidats peuvent poster des vidéos d'eux chantant le titre de la saison, un titre au choix et une danse. Ceux qui ont reçu le plus de votes seront pris pour participer à l'aventure.

## Déroulement des saisons

### Saison 1 (2007)
- Date de diffusion : Tôt 2007
- Marraine de la saison: Lorie
- Finalistes: Julien Vaysse, Chloé Muzyk, Witney Mendy, Marine Kerckaert, Marine Cheret. Ils sont appelés Les DC Tweens
- Chanson interprétée par les finalistes: Un monde plus fun

### Saison 2 (2008)
- Date de diffusion: Tôt 2008
- Marraine de la saison : Leslie
- Finalistes: Carla, Robin, Koralie, Kevin, Ashley
- Chanson interprétée par les finalistes: Adaptation de "If We Were a Movie" de Hannah Montana en français - "Si tu jouais dans mon film"

### Saison 3 (2009)
- Date de diffusion: Tôt 2009
- Marraine de la saison: Sheryfa Luna[1]
- Finalistes: Tiffanie Vaillot, Eve Ottino, Juliette Garnier-Biancheri[2], et Nawfel (pour la danse)
- Chanson interprétée par les finalistes: Adaptation de "Nobody's Perfect" de Hannah Montana en français - "Personne n'est parfait"

### Saison 4 (2010)
- Date de diffusion: Heure d'été 2009
- Marraine de la saison: Miley Cyrus
- Gagnante: Sarah Bismuth
- Chanson interprétée par les gagnants : Adaptation de "The Best of Both Worlds" de Hanna Montana en français - "Le meilleur des 2"

Sarah participe à la saison 2 de The Voice : La Plus Belle Voix elle est dans l’équipe de Jenifer

### Saison 5 (2010)
- Date de diffusion: Printemps 2010
- Marraine de la saison: Amel Bent
- Finalistes: Madeleine, Marion, Nastasia et Keynan
- Chanson interprétée par les finalistes: Adaptation de "What Time Is It?", tirée d'High School Musical 2, en français

### Saison 6 (2013)
- Date de diffusion: Hiver 2013
- Marraine de la saison: Martina Stoessel
- Gagnants : Aliya et Matéo
- Chanson interprétée par les gagnants: "En mi mundo" (REMIX) Violetta

### Saison 9 (2017)
- Date de diffusion: Hiver 2017
- Parrain de la saison: Kamel Ouali
- Émission spéciale "20 ans de Disney Channel"
- Chorégraphie interprétée par les artistes: sur les génériques des séries culte de Disney Channel